# تل ميزاب
تل ميزاب  قرية سوريّة تتبع إداريّاً لمحافظة حلب منطقة الباب ناحية الراعي، بلغ تعداد سكانها 315 نسمة حسب التعداد السكاني لعام 2004.